# Het Verkeerspark
Het Verkeerspark was een attractie in het Belgische attractiepark Plopsaland Belgium. De attractie opende in 1999, het laatste seizoen van Meli Park, en sloot op 5 november 2006 om vervolgens afgebroken te worden om plaats te maken voor de realisatie van de Plopsa Winkel. De attractie valt niet te verwarren met het huidige Verkeerspark.
Deze attractie lag oorspronkelijk op de plaats waar op heden de Plopsa Winkel gelegen is. De attractie werd volledig afgebroken voor de werkzaamheden die gepaard gingen met het openen van deze winkel.
Het nieuwe Verkeerspark opende vervolgens vanaf seizoen 2007 op zijn huidige locatie, niet ver van deze oude versie, namelijk aan de overzijde van het pad.
De kinderen namen plaats in een van de go-carts. Ze konden zelf rondrijden doorheen het parcours door simpelweg te trappen op de pedalen. Doorheen het parcours stonden verkeersborden en verkeerslichten opgesteld. Zo konden de kinderen spelenderwijs kennismaken met de verkeersregels.
Afbeeldingen